# (38441) 1999 SN6
1999 SN6 (asteroide 38441) é um asteroide da cintura principal. Possui uma excentricidade de 0.11322930 e uma inclinação de 10.79443º.
Este asteroide foi descoberto no dia 30 de setembro de 1999 por LINEAR em Socorro.